# Lars Sigurd Björkström
Lars Sigurd Björkström, född den 19 november 1943 i Göteborg, är en brasiliansk seglare.
Han tog OS-guld i tornado i samband med de olympiska seglingstävlingarna 1980 i Moskva.